# Theo Slot
Theodorus Egbert Slot (Arnhem, 26 januari 1895 - Voorburg, 5 oktober 1949) was een 
Nederlandse vliegtuigbouwer die vooral bekend is geworden om zijn ontwerp van de Pander S.4 Postjager en als ontwerper van het eerste Nederlandse vliegtuig met neuswiel, de Scheldemusch.

## Joop Carley en onafhankelijkheid
Theo Slot begon als lid van de Haagsche Proefvliegclub, waar Joop Carley secretaris was. Samen met Carley en Coen van Dijk begonnen ze met de ombouw van een Bleriot van Josephus Jitta. Maar dit werd geen succes. Theo Slot ging werken bij Spyker en rond 1918 opgeroepen voor dienstplicht, die hij vervulde op Marinevliegkamp De Mok op Texel.
In 1917 hadden Theo Slot en Joop Carley de inboedel van Hein van der Burgs vliegschool te Gilze-Rijen overgenomen. De nieuwe vliegschool ging van start in Ede, maar moest in 1922 wegens faillissement sluiten. Joop Carley richtte, na een kortstondig avontuur bij de NVI, in hetzelfde jaar een vliegtuigfabriek op in Rijswijk. Theo Slot komt hier ook werken als werktuigkundige. De fabriek wordt overgenomen door de heren van de VIH en werd hernoemd in Carley's Aeroplanes. Joop Carley werd echter al gauw ontslagen waarna Theo Slot verderging met de ontwikkeling van de Holland H-1. Ook verbeterde Theo hier Carley's C.12 tot de Holland H-2. In deze periode trouwt Theo Slot met Aaltje Schoeman (7 mei 1925) en zij krijgen uiteindelijk drie zoons. Na een rampzalig mislukte vliegtour moest de VIH zijn deuren in 1925 sluiten en werd de inboedel alsmede Theo Slot overgenomen door Pander. Waar Theo Slot zijn naam in de luchtvaartgeschiedenis kon vestigen.

## Pander
Theo Slot begon bij Pander als constructeur en eindigde als manager van het constructiebureau. Zijn eerste opdracht was een verbeterde versie van Holland H-2, de Pander D. Daarna volgde het succesvolle sportvliegtuig, de Pander E. Weer later de Pander P-1, P-2 en Multipro. Maar het bekendst is Pander en Theo Slot geworden met zijn ontwerp van de Pander S.4 Postjager. Theo's enige daadwerkelijk ontwikkelde méérmotorig (drie) vliegtuig.
De bouw van dit toestel werd in gang gezet door Dick Asjes, nadat er kritiek kwam op de traagheid van de postvluchten. Hij bewoog Pander om een speciaal vliegtuig te maken voor de post. Dit werd de S.4 bekend als de Postjager of Panderjager (maar later ook als Pechjager). In oktober 1933 zou dit vliegtuig zijn recordvlucht hebben moeten maken naar Nederlands-Indië, maar begon zijn vlucht pas in december van datzelfde jaar. Het moest een noodlanding maken in Italië. Uiteindelijk kwam het aan in Batavia na 72 uur en 20 minuten. Eenmaal terug in Nederland vloog het vliegtuig mee in 1934 in de Melbourne race. Bij de tussenlanding in Allahabad (India) klapte een deel van het landingsgestel in elkaar. Nadat dit gerepareerd was, raakte het toestel bij de start een tractor en brandde het volledig uit. De inzittenden konden zich in veiligheid brengen.
De Panderfabriek kwam het Postjager fiasco niet te boven en moest in 1934 de deuren sluiten. De inboedel en constructeur Theo Slot vertrokken naar De Schelde Scheepswerf in Vlissingen. Waar hij de Scheldemusch ontwierp. Een lichtgewicht sportvliegtuigje met neuswiel, gebaseerd op de destijds populaire Pou-de-Ciel. Hij haalde in dit vliegtuig zijn vliegbrevet op 20 mei 1936. Voor De Schelde ontwierp Theo nog een aantal vliegtuigen totdat hij wegens een conflict in 1940 met "vervroegd pensioen" ging. 
In 1948 werd Theo Slot technisch adviseur bij Frits Diepen Vliegtuigen op Vliegveld Ypenburg. Hij krijgt echter een auto-ongeluk in Engeland en tijdens de herstelperiode overleed hij te Voorburg.